# Anders Kruuse
Anders Christensen Kruuse (født 24. november 1745 i Horsens, død 14. februar 1811 samme sted) var en dansk arkitekt og bygmester. Han var søn af skipper og handelsmand Christen Kruuse og Karen Andersdatter Hiernøe.

## Uddannelse
Anders Kruuse kom formentlig i murerlære hos sin stedfar Christen Christensen Stobberup. Han kom 1764 til Kunstakademiet i København, hvor han var elev under Nicolas-Henri Jardin. Han modtog den lille sølvmedalje 1764 og store sølvmedalje året efter. I årene 1766-69 deltog han i konkurrencer om den store guldmedalje, dog uden held. 

## Stillinger og hverv
Efter sin uddannelse vendte Anders Kruuse tilbage til Horsens, hvor han 1771 fik borgerskab som murermester. I 1784 sluttede han kontrakt om årlig vedligeholdelse af bygningerne på Støvringgaard Kloster. Ligeledes fik han kontrakt på vedligeholdelsen af det mindre Birgittinerkloster i Mariager 1788. I sin hjemby Horsens blev han 1785 medlem af byrådet. Fra 1792 tillige rådmand. Udnævnt til kancelliråd 1804. 

## Karriere
Anders Kruuse blev bemærket af C.F. Harsdorff, da denne i 1780 var i Horsens for at lede opførelsen af et palæ for russiske, landsforviste prinser og prinsesser. Byggesagen bestod i sammenlægningen af to eksisterende gårde på Torvet. Hans Næss skulle være konduktør, og Kruuse skulle have byggearbejderne i entreprise. Harsdorff fremhævede Anders Kruuse som et eksempel på, at akademiundervisningen gjorde nytte i provinsen og bemærkede, at Kruuse havde stor betydning for, at flere af byens strøg var "af et fortreffelig udseende". Kruuse, der kort forinden havde nedsat sig som bygmester i byen, havde hurtigt oparbejdet en stor kundekreds, og sammen med billedhuggeren Jens Hiernøe har han ansvaret for, at Horsens i en periode omkring 1800 var provinsens mest moderne by. Kruuses hovedværk, overhovedet et hovedværk i jysk 1700-tals arkitektur, findes dog i Randers, nemlig tøjhuset og kaserneanlægget. Her viser Kruuse klart sit forhold til læremesteren Jardin. Kruuses huse, med antikke ornamenter på facaderne, var velproportionerede, og afslører ham som en talentfuld elev af kunstakademiet, men han delte sin tids fuldkomne mangel på forståelse for ældre tiders arkitekturskatte, som det ses af den næsten voldelige ombygning af Mariager Klosterkirke. Kruuses sjældent lykkelige karriere som arkitekt skyldes både hans faglige dygtighed og hans forretningssans, som tidligt kom frem ved erhvervelsen af ejendomme i Horsens, hvor der i denne periode herskede en stor byggeaktivitet. Hans evne til at erhverve, ombygge og videresælge bygninger var ret enestående. Harsdorffs ord om Kruuses evner blev i alle fald læst af minister Ove Høegh-Guldberg fra Horsens, der som stiftamtmand i Aarhus fra 1784 inddrog Kruuse i flere offentlige byggesager. 1797-1804 var han medejer af herregården Lillerup. Ved Kruuses død i 1811 besad boet syv ejendomme i Horsens og 98 tdr. land af bymarken.

## Værker
I Horsens: 
- Ombygning af forhus, Søndergade 41 (1779, senere ombygn. for oberst Bardenfleth, smst. ca. 1791)
- Ombygning af Søndergade 43 (1780, 1792)
- Søndergade 34 (1780)
- Palæet til det russiske hof, Torvet 2-4 (1780, opført efter C.F. Harsdorffs anvisninger)
- Søndergade 13 (1783, senere udvendige ændringer)
- Kruuses eget hus, Nørregade 19 (1777, nedrevet 1896)
- Nørregade 21 (1784, velbevaret)
- Ombygning af Svaneboligen, Fugholm 16 (1785)
- Andreas Flensborgs enkebolig, Nørregade 31 (1786, nu del af Horsens Museum)
- Endvidere flere bygninger for byens garnison.

Andre steder: 
- Gaderegulering i Vejle (1780, s.m. Jens Hiernøe)
- Vejle Rådhus (1780, projekt af bygmester A. Westergaard, nedrevet)
- Det gamle rådhus i Ebeltoft (1789, opført af bygmester Just Møller)
- Hatting præstegård (1790)
- Ny hovedbygning på herregården Stenalt (1799-1806)
- Nørrejyllands Tøjhus i Randers (1801)
- Randers Kaserne (1805).

Kirker: 
- Medvirken ved istandsættelse af Århus Domkirke (1777, s.m. A. Westergaard)
- Hatting Kirke (1786-87)
- Ombygning af Mariager Klosterkirke (1787-88)
- Tegning til ombygning af Ebeltoft Kirke (1788-89, udført af Just Møller 1794)
- Projekt til vesttårn på Skt. Mortens Kirke i Randers (1795, opført af bygmester Christian Mørup, Ødum)
- Projekt til ombygning af Ribe Domkirke (1789, ikke gennemført)
- Indvendig ombygning af Vor Frelser Kirke i Horsens (1794, pulpiturer nedtaget ved Viggo Norns ombygning 1935)
- Indvendig ombygning af Skanderborg Slotskirke (1802, sammen med Jens Hiernøe, senere ændret af Harald Lønborg-Jensen og Helge Holm).

Tilskrivninger: 
- Våbenhus på Østbirk Kirke (1790)
- Ombygning af våbenhus og tårn, Venge Kirke (1792)
- Ladegård og hovedbygning på Lyngsbækgård (1776-84, måske s.m. Just Møller)
- Hovedbygning på Serridslevgård (1777)
- Hovedbygning på Julianelyst (1792-93)
- Ombygningsarbejder på Krastrup (1795, formentlig s.m. Jens Hiernøe)
- Lade på Lillerup (1797, ødelagt)
- Hovedbygning på Høgholm (brandtakseret 1806, nedrevet 1888)
- Hovedbygning på Lillerup (1824)
- Hovedbygning på Borchsminde (o. 1800)
- Elisadahl og Marienborg i Tamdrup.
- Holstebro Rådhus (1786, nedrevet 1846)
- Hovedbygning på Fussingø (1795)
- Hovedbygning på Pedersholm (o.1770)